# Water Cycle Observation Mission
Water Cycle Observation Mission  plus connu sous son acronyme WCOM est une mission spatiale d'observation de la Terre chinoise dont l'objectif est d'étudier le cycle de l'eau. Le projet, proposé par l'Académie des sciences de la Chine, a été sélectionné en 2013 et est entré en phase de développement en 2019. Son lancement est prévu vers 2030. Les trois instruments embarqués sur le satellite doivent mesurer l'humidité du sol, la salinité des eaux de surface des océans, la quantité d'eau contenue dans les surfaces enneigées ainsi que les phénomènes de gel/dégel. 

## Contexte
Le cycle de l'eau est le plus important des composants du système terrestre de circulation de la masse et de l'énergie. La présence, le transport et la transformation de l'eau dans l'atmosphère, sur Terre (en surface et en souterrain) et dans les océans joue un rôle très important dans le système Terre, les écosystèmes et la société humaine. Les répercussions sur le cycle de l'eau des changements du système Terre et l'impact de ces répercussions constituent une des questions clés dans le domaine des sciences de la Terre. Ainsi la capacité de stockage de l'eau dans l'atmosphère est gouvernée par l'équation de Clausius-Clapeyron selon laquelle celle-ci s'accroît de 7 % lorsque la température augmente de 1 %. Les observations et la modélisation sont au cœur des recherches portant sur le cycle de l'eau et les changements globaux. Sont particulièrement cruciaux les paramètres gouvernant le cycle de l'eau qui sont déterminés grâce aux instruments installés à bord de satellites et fournissant des données d'une grande précision et d'une résolution spatiale et temporelle élevée.
De nombreuses missions spatiales ont été développées et ont permis de mieux appréhender le cycle de l'eau et les changements globaux affectant le système Terre. Ces satellites ont fourni des données importantes sur différentes phases du cycle de l'eau : Aqua pour l'évaporation, TRMM et GPM pour la structure verticale et la distribution des précipitations, SMOS, Aquarius et SMAP pour l'humidité du sol et la salinité des océans et GCOM-W pour l'évaporation à la surface des océans, la neige et la glace ainsi que l'humidité du sol. Par ailleurs les satellites météorologiques américains, européens, chinois et d'autres pays ont fourni des informations importantes sur l'eau présente dans l'atmosphère.
Mais les capacités de ces engins spatiaux en ce qui concerne l'observation des variables du cycle de l'eau sont limitées par leur résolution spatiale et temporelle (fréquence des observations) en particulier pour l'observation des masses terrestres où le processus du cycle de l'eau est particulièrement complexe. Les principales insuffisances portent sur :
- Le manque d'observations spatiales et temporelles synchronisées des variables du cycle de l'eau.
- Le manque de mesures simultanées et en synergie à la fois des paramètres principaux et des paramètres auxiliaires qualifiant l'environnement.
- Les résolutions radiométriques, spatiales et temporelles insuffisantes.

## Objectifs
L'objectif de WCOM est de mieux comprendre les processus associés au cycle de l'eau dans ses dimensions à la fois spatiale et temporelle et d'identifier si les changements s'accélèrent dans le contexte du changement climatique. Pour y parvenir, le satellite emporte des instruments permettant de mesurer de manière simultanée et à fréquence rapprochée les paramètres clés de ce cycle : humidité du sol, salinité des océans, évaporation océanique, eau stockée sous forme neige, gel/dégel, vapeur atmosphérique,,.

## Historique du projet
WCOM est une des huit missions scientifiques chinoises proposées en 2013 par l'Académie des sciences de la Chine avec un lancement prévu vers 2020. Le projet est porté par la Laboratoire principal d'état des sciences de la télédétection (au sein de l'Institut  de télédétection et de la Terre digitale SKLRSS), l'Académie des sciences chinoise et le laboratoire MiRS  du Centre national des sciences spatiales. En 2014-2015 une étude plus approfondie est réalisée et les technologies nécessaires sont détaillées (phase A). En février WCOM fait partie des trois missions retenues sur les huit proposées. Une revue de conception préliminaire est réalisée en décembre 2015 avant l'entrée en phase B. En mai 2018 WCOM est dans une phase d'ingénierie. Le lancement est désormais prévu vers 2030. 

## Caractéristiques techniques du satellite
WCOM est un satellite dont la masse est comprise entre 1300 et 1500 kg dont 500 à 600 kg de charge utile. Il est stabilisé sur 3 axes. L'énergie est produite par des panneaux solaires qui permettent de produire les 1500 Watts nécessaires au fonctionnement de la plateforme et des instruments.

## Instrumentation
Le satellite emporte trois instruments, : 
- Le radiomètre interféromètre IMI (Interferometric Microwave Imager) est l'instrument principal. Il mesure l'humidité du sol et la salinité des océans. Il fonctionne dans les bandes spectrales L, S et C avec une résolution spatiale de 15 à 50 kilomètres. Il utilise un réflecteur de 6 mètres sur 6.
- L'imageur polarimètre PMI (Polarimetric Microwave Imager) mesure la température, les précipitations, la vapeur d'eau, les corrections atmosphériques et assure la continuité avec les données historiques. Fonctionnant dans plusieurs longueurs d'onde comprises entre 6,8 et 150 GHz, il utilise une antenne orientable pour balayer toute la largeur de la fauchée.
- Le scattéromètre DPS (Dual-frequency Polarized microwave Scatterometer) mesure l'eau stockée sous forme de neige et le gel/dégel. Sa résolution spatiale est de 2 à 5 kilomètres et sa fauchée de 100 kilomètres. Il utilise une antenne réfléchissante de 1,8 mètre de diamètre.

| Caractéristique               | IMI                     | PMI                             | DPS                   |
| ----------------------------- | ----------------------- | ------------------------------- | --------------------- |
| Fréquences (GHz)              | L, S, C (1,4 2,4 6,8    | C W (7,2 10,65 18,7 23,8 37 89) | X, KU (9,6, 14/17)    |
| Résolution spatiale           | L:50 km S:30 km C:15 km | 4 à 50 (selon fréquences)       | 2 à 5 (par calcul)    |
| Fauchée                       | > 1000 km               | > 1000 km                       | > 1000 km             |
| Polarisation                  | Polarisation complète   | Polarisation complète           | Polarisation complète |
| Sensibilité                   | 0,1 à 0,2 K             | 0,3 à 0,5 K                     | 0,5 dB                |
| Résolution temporelle (jours) | 2 à 3                   | 2 à 3                           | 2 à 3                 |
| Masse                         | 250-300 kg              | 200-250 kg                      | 100 kg                |
| Consommation électrique       | 250 Watts               | 250 Watts                       | 800 Watts             |
| Volume de données             | 5 mégabits/s.           | 2 mégabits/s.                   | 20 mégabits/s.        |

## Segment terrestre
Les données seront transmises à trois stations terriennes existantes situées en Chine à Pékin, Sanya et Urumqi. Elles permettront de transmettre les données collectées au cours de sessions d'une durée quotidienne cumulée de 102 minutes. La mise en service de la station terrienne chinoise en cours de construction dans l'Arctique abaissera cette durée à 93 minutes.

## Déroulement de la mission
WCOM doit être lancé vers 2030 et placé sur une orbite héliosynchrone à une altitude de 650 kilomètres avec une inclinaison orbitale de 97,79°. Le satellite circulera sur  "crépusculaire" avec un survol au lever et au coucher du Soleil (6h/18h). Sa durée de vie est de 3 à 5 ans,. 